# Baśnie barda Beedle’a
Baśnie Barda Beedle’a (ang. The Tales of Beedle the Bard) – zbiór baśni napisany w 2007 roku przez brytyjską pisarkę Joanne Kathleen Rowling. Jedna z nich pojawia się w treści 7. tomu Harry’ego Pottera.

## Historia książki
Książka Baśnie Barda Beedle’a została napisana w 2007, już po zakończeniu prac nad ostatnią częścią przygód Harry’ego Pottera. Oprócz czterech baśni wymienionych w powieści znalazła się tam piąta, zatytułowana Włochate serce maga. Początkowo powstało tylko siedem egzemplarzy książki. Wszystkie są manuskryptami napisanymi i ilustrowanymi własnoręcznie przez autorkę. Książka jest oprawiona w skórę, ozdobiona srebrnymi okuciami i kamieniami półszlachetnymi. Sześć z nich Rowling podarowała osobom, które według niej miały duży wpływ na powstanie serii książek o Harrym Potterze, siódma natomiast wystawiona została na aukcję.
Jak mówi Rowling: Miał to być wyraz podziękowania sześciu kluczowym osobom, bez których Harry Potter nigdy by się nie narodził albo nie byłby taki sam. Autorka przyznała ponadto, że uważa pisanie tej dodatkowej książki za przydatne: To był wspaniały sposób, aby się pożegnać. To jest jak wynurzenie się po głębokim skoku do wody. Książka nie jest o Harrym, Ronie i Hermionie, ale pochodzi z tego samego świata. Nie spodziewałam się, ale okazało się to w pewnym sensie lecznicze. Dobry sposób na to, by się pożegnać.
Licytacja ostatniego egzemplarza Baśni Barda Beedle’a odbyła się 13 grudnia 2007 w londyńskim domu aukcyjnym Sotheby’s. Najwyższą kwotę, 1 950 000 funtów, za pośrednictwem agenta z firmy Hazlitt, Gooden & Fox, wylicytowała spółka Amazon.com, specjalizująca się w handlu internetowym. Na aukcji padł potrójny światowy rekord ceny: za manuskrypt żyjącego pisarza, książkę dla dzieci oraz książkę J.K. Rowling. Pieniądze uzyskane z licytacji przekazane zostały The Children’s Voice, fundacji charytatywnej, której współzałożycielką jest Rowling.
31 lipca 2008 w Amazon.com pojawiła się informacja, że książka trafi do sprzedaży detalicznej. Zysk ze sprzedaży książek zostanie przekazany organizacji The Children’s High Level Group.
Premiera książki miała miejsce 4 grudnia 2008, zaś w Polsce dwa dni później. Wydawcą książki w Polsce jest Media Rodzina. Książka wydana została w twardej oprawie. Pierwszy polski nakład książki wynosił 45 tysięcy egzemplarzy.

## Opowiadania
1. Czarodziej i skaczący garnek (The Wizard and the Hopping Pot)
2. Fontanna Szczęśliwego Losu (The Fountain of Fair Fortune)
3. Włochate serce czarodzieja (The Warlock’s Hairy Heart)
4. Czara Mara i jej gdaczący pieniek (Babbitty Rabbitty and her Cackling Stump)
5. Opowieść o trzech braciach (The Tale of the Three Brothers)

## Fikcyjna książka

Symbol Insygniów Śmierci

W siódmym rozdziale Harry’ego Pottera i Insygniów Śmierci Hermiona Granger otrzymuje książkę zawierającą zbiór baśni dla dzieci czarodziejów, którą zapisał jej w testamencie Albus Dumbledore. Książka zawiera m.in. Opowieść o trzech braciach. W treści baśni zawarta jest legenda wyjaśniająca pochodzenie tytułowych Insygniów Śmierci. W książce wspomniano również o trzech innych baśniach, zatytułowanych Fontanna Godziwego Losu, Czarodziej i skaczący garnek oraz Czara Mara i jej rechoczący kikut. W książce znajdował się znak narysowany prawdopodobnie przez Albusa Dumbledore’a, będący symbolem Insygniów Śmierci.

### Opowieść o trzech braciach
Treść baśni poznajemy w 21. rozdziale (Opowieść o trzech braciach) siódmego tomu Harry’ego Pottera i Insygniów Śmierci.
Opowieść o trzech braciach przedstawia historię trzech braci, którzy znaleźli się nad rwącą rzeką, nie dającą się pokonać ani w bród, ani wpław. Bracia byli utalentowanymi czarodziejami, wyczarowali więc nad rzeką most. Gdy przezeń przechodzili, drogę zagrodziła im Śmierć, która nie była zadowolona, że ktoś ją przechytrzył. Zaproponowała braciom dary. Najstarszy zażądał różdżki, która pokona każdą inną różdżkę, otrzymał od Śmierci różdżkę z drewna czarnego bzu (Czarna Różdżka). Średni zażyczył sobie czegoś, co pozwoliłoby mu wzywać do życia zmarłych, otrzymał mający taką moc kamień (Kamień Wskrzeszenia). Najmłodszy i najskromniejszy poprosił o coś, co pozwoli mu odejść spokojnie i być niewidzialnym dla Śmierci. Śmierć dała mu swą pelerynę-niewidkę. Minął jakiś czas, drogi braci się rozeszły. Najstarszy poszedł do baru, gdzie chełpił się swą różdżką, jednak nocą inny czarodziej zabrał mu wyjątkową różdżkę i zabił go. Tak Śmierć zabrała pierwszego brata. Drugi brat wrócił do domu i przywołał zmarłą przedwcześnie miłość swego życia. Kobieta jednak nie była w pełni żywa i nie mógł z nią naprawdę być, więc powiesił się z tęsknoty; tak Śmierć zabrała drugiego brata. Jednak trzeci brat pozostawał nieuchwytny. Ukryty pod peleryną uciekł od Śmierci, a kiedy ją zdjął, był już w podeszłym wieku i dał ją swojemu synowi. A wówczas pozdrowił śmierć jak starego przyjaciela i poszedł za nią z ochotą, i razem, jako równi sobie, odeszli z tego świata.

### Insygnia Śmierci
Po przeczytaniu baśni przez Hermionę Ksenofilius Lovegood wyjaśnił jej, Harry’emu i Ronowi, że Insygniami Śmierci są właśnie Czarna Różdżka, Kamień Wskrzeszenia i peleryna-niewidka. Harry, początkowo przekonany, że Baśnie są tylko zbiorem opowiadań dla dzieci, przekonał się, że Opowieść o trzech braciach napisana została na podstawie autentycznych wydarzeń, zaś jej głównymi bohaterami byli bracia Peverellowie, z których jeden (najmłodszy) był jego praprzodkiem. Harry doszedł do wniosku, że jest posiadaczem jednego z Insygniów, peleryny-niewidki. Zdobył także dwa pozostałe insygnia, ale nie zatrzymał ich. Czarną Różdżkę (Berło Śmierci, Różdżka Przeznaczenia) odłożył z powrotem do grobu Dumbledore’a (w książce, w wersji filmowej – połamał i wyrzucił), natomiast Kamień Wskrzeszenia upuścił w Zakazanym Lesie przed spotkaniem z Voldemortem w 7 tomie, później dochodząc do wniosku, że insygnium nie zostanie nigdy odnalezione. Znak Insygniów to trójkąt, w trójkącie koło, a w kole pionowa linia. Linia ta symbolizuje Czarną Różdżkę, koło – Kamień Wskrzeszenia, a trójkąt – pelerynę-niewidkę.
Czarna Różdżka była najpotężniejszą ze wszystkich różdżek. Uważano, że aby mieć nad nią władzę, trzeba było zabić jej poprzedniego właściciela. Jak się jednak okazało, wystarczyło tylko go pokonać, gdyż Dumbledore został zabity przez Severusa Snape’a, lecz pokonany przez Dracona Malfoya. Kamień Wskrzeszenia przywoływał do życia zmarłych. Harry użył go, aby przywołać swoich zmarłych rodziców oraz Syriusza Blacka i Remusa Lupina. Kamień, jak zostało napisane w baśni, nie przywracał do życia ciał, a dusze.